# 사이토 씨 (만화)
《사이토 씨》(斉藤さん 사이토 상[*])는 오다 유아의 만화 작품이다.

## 등장인물

### 사이토가(家)
사이토 마사코
본작품의 주인공.
사이토 유키히코
사이토 씨의 남편.
사이토 준이치
사이토 씨의 아들.
사이토 에미
사이토 씨의 딸.

### 마노가(家)
마노 와카바

마노 타케루
마노의 아들.
마노 토오루
와카바의 남편이자, 타케루의 아버지.

### 코바토 유치원 관계
미카미 씨
코바토 유치원의 엄마들의 보스적 존재.
미카미 마유미
미카미 씨의 장녀.
미카미 카오리
미카미 씨의 차녀.
오구라 씨
유치원으로부터 엄마 동료 중 한명.
사쿠라이 아야코
코바토 유치원 근처에 있는 아쿠츠 고교의 학생.

### 초등학교 관계
세노오 선생님
초등학교에 올라간 타케루와 준이치의 담임으로, 학년 주임.
안자이 마사야
히메지에서 전학 온 상급생.
타치바나 치사코
PTA로 교양 위원을 맡고 있는 보호자.
미나모토 씨
6학년의 보호자로, PTA 회장.
타마이 야마토
3학년이 된 타케루와 준이치의 동급생으로, 클래스의 보스적 존재.
코스기 선생님
3학년 3반 담임으로, 2년째인 신참 교사.
오오사코 선생님
5학년이 된 타케루와 준이치의 담임으로, 첫 남성 교사.

### 그 외
이즈미 아츠유키
통칭 이즈미 코치. 사이토가 다니는 벨 스포츠 클럽 서도쿄점 인스트럭터.

## 서지 정보
발행원:슈에이샤
1. 2006년 11월 ISBN 4-420-15104-8
2. 2007년 5월 ISBN 978-4-420-15119-1
3. 2007년 10월 ISBN 978-4-420-15135-1
4. 2007년 12월 ISBN 978-4-420-15140-5
5. 2008년 3월 ISBN 978-4-420-15146-7
6. 2008년 8월 ISBN 978-4-420-15157-3
7. 2008년 12월 ISBN 978-4-420-15167-2
8. 2009년 4월 ISBN 978-4-420-15177-1
9. 2009년 8월 ISBN 978-4-420-15184-9
10. 2009년 12월 ISBN 978-4-420-15193-1
11. 2010년 4월 ISBN 978-4-420-15204-4
12. 2010년 8월 ISBN 978-4-420-15215-0
13. 2010년 12월 ISBN 978-4-420-15224-2
14. 2011년 3월 ISBN 978-4-420-15227-3

## 드라마

### 사이토 씨
《사이토 씨 (제1시리즈)》는 2008년 1월 9일부터 3월 19일까지, 닛폰 TV 계열에서 매주 수요일 22:00 ~ 22:54(JST)에 전 11화를 방송. 첫회와 최종회는 15분 확대. 주연은 미즈키 아리사.

#### 캐스트
사이토가(家)
- 사이토 마사코 - 미즈키 아리사
- 사이토 준이치 - 타니하타 카나토

마노가(家)
- 마노 와카바 - 미무라
- 마노 토오루 - 사사키 쿠라노스케
- 마노 타케루 - 히라노 시논

오구라가(家)
- 오구라 나미 - 키타가와 히로미
- 오구라 카야 - 사카이 카즈히사

야마모토가(家)
- 야마모토 미유키 - 하마다 마리
- 야마모토 하츠에 - 스가 사쿠라

나카무라가(家)
- 나카무라 쿠미 - 야자와 신
- 나카무라 마코토 - 카토 세이시로

미카미가(家)
- 미카미 리츠코 - 타카시마 레이코
- 미카미 카오리 - 이이노 세리나

코바토 유치원 〈아야메조〉 엄마·아이
- 노무라 후쿠코 - 스즈키 미에
- 노무라 유키에 - 사카모토 리오
- 아베 카오리 - 아나미 아츠코
- 아베 세이나 - 아키모토 안도레
- 칸자키 유키 - 사토 마유미
- 칸자키 미츠키 - 코바야시 카이토
- 니타니 아이 - 데구치 유미코
- 니타니 마사미 - 마치다 하나코
- 니타니 타마미 - 마치다 레이코

코바토 유치원의 선생님
- 사하라 카나코 - 스도 리사
- 칸바 아즈사 - 야마구치 카나코
- 모치즈키 마사유키 - 후루타 아리타

아쿠츠 고교
- 사쿠라이 아야코 - 이시바시 안나
- 신미 케이 - 타카하시 미나미 (AKB48)
- 야나가와 세이기 - 야마다 신타로
- 나라하라 토시오 - 이케다 준

근처의 주민·그 외
- 이즈미 아츠유키 - 유게 토모히사
- 오쿠무라 사키에 - 이케자와 아야카

#### 스태프
- 원작 - 오다 유아
- 기획 - 토호
- 각본 - 츠치다 히데오, 아이우치 미오, 후쿠마 마사히로
- 연출 - 쿠보타 미츠루, 이와모토 히토시, 혼마 미유키
- 음악 - 이케 요시히로
- 기술 협력 - NiTRO
- 미술 협력 - 닛폰 TV 아트
- 제작 협력 - 닛테레 악스온
- 제작 저작 - 닛폰 TV

#### 주제가
- 미즈키 아리사 〈ENGAGED〉 (avex tune)

#### 방송 일자
| 각 화                                                       | 방송일         | 부제                                                     | 각본            | 연출            | 시청률 |
| ----------------------------------------------------------- | -------------- | -------------------------------------------------------- | --------------- | --------------- | ------ |
| 제1화                                                       | 2008년 1월 9일 | 정의를 위해 싸우는 미혹 헤로인 등장!                     | 츠치다 히데오   | 쿠보타 미츠루   | 15.3%  |
| 제2화                                                       | 1월 16일       | 친구는 필요 없어! 나쁜 것을 나쁘다고 말하지 못한다면     | 츠치다 히데오   | 이와모토 히토시 | 17.4%  |
| 제3화                                                       | 1월 23일       | 분위기 같은 거 읽지 마! 마코토의 우정이 준 작은 승리     | 츠치다 히데오   | 이와모토 히토시 | 15.5%  |
| 제4화                                                       | 1월 30일       | 아이에게 알랑거리지 마! 성야에 내려온 기적의 선물        | 아이우치 미오   | 쿠보타 미츠루   | 15.4%  |
| 제5화                                                       | 2월 6일        | 친구도 진심으로 꾸짖는다! 너에게 전하는 사랑의 만담      | 후쿠마 마사히로 | 혼마 미유키     | 15.8%  |
| 제6화                                                       | 2월 13일       | 더러운 권력자는 절대 용서하지 않아! 반란의 긴급 연락망!! | 아이우치 미오   | 쿠보타 미츠루   | 13.0%  |
| 제7화                                                       | 2월 20일       | 사이토 씨가 되고 싶어! 마노 씨 사회에 항의하다!?         | 후쿠마 마사히로 | 이와모토 히토시 | 14.0%  |
| 제8화                                                       | 2월 27일       | 선생님 이지메는 최저다! 몬스터 부모에게 꾸짖음           | 아이우치 미오   | 쿠보타 미츠루   | 12.5%  |
| 제9화                                                       | 3월 5일        | 마노에게는 말 못해…사이토 씨가 없어지다!?                | 츠치다 히데오   | 혼마 미유키     | 17.2%  |
| 제10화                                                      | 3월 12일       | 나쁜 건 나빠! 사이토 씨로부터 최후의 메시지              | 츠치다 히데오   | 쿠보타 미츠루   | 15.0%  |
| 최종화                                                      | 3월 19일       | 안녕 사이토 씨                                           | 츠치다 히데오   | 쿠보타 미츠루   | 19.6%  |
| 평균 시청률 15.6% (시청률은 칸토 지구·비디오 리서치사 조사) |                |                                                          |                 |                 |        |

- 첫회·최종회는 15분 확대 (22:00 ~ 23:09).

### 사이토 씨2
《사이토 씨 2》는 2008년에 방송된 《사이토 씨》의 속편으로, 이번 작품에서는 사이토 마사코의 아들이 다니는 초등학교를 중심으로 이야기가 전개된다. 2013년 7월 13일부터 9월 21일까지 닛폰 TV의 토요 드라마 시간대(토요일 21:00 ~ 21:54, JST)에서 방송. 주연은 미즈키 아리사.

#### 캐스트

##### 주요 인물
사이토가(家)
사이토 마사코 - 미즈키 아리사

사이토 유키히코

사이토 준이치 - 타니하타 카나토

야마우치가(家)
야마우치 마야 - 키리타니 미레이

야마우치 히로타카 - 타나베 세이치

야마우치 타쿠미 - 하시모토 료 (쟈니즈 Jr.)

타마이가(家)
타마이 마미 - 미나미 카호

타마이 야마토 - 타마모토 후미토 (쟈니즈 Jr.)

#### 스태프
- 원작 - 오다 유아 《사이토 씨》
- 각본 - 츠치다 히데오, 아이우치 미오
- 음악 - 이케 요시히로
- 연출 - 쿠보타 미츠루, 요시노 히로시, 이와모토 히토시
- 기획 협력 - 토호 영화
- 제작 협력 - 닛테레 악스온
- 제작 저작 - 닛폰 TV

#### 주제가
- 우라에 아키코 〈계절의 바람에〉 (SONIC GROOVE)

#### 방송 일자
| 각 화                                                       | 방송일          | 부제                                                      | 각본          | 연출            | 시청률 |
| ----------------------------------------------------------- | --------------- | --------------------------------------------------------- | ------------- | --------------- | ------ |
| 제1화                                                       | 2013년 7월 13일 | 정의의 미혹 헤로인! 새로운 동네에서 날뜀                  | 츠치다 히데오 | 쿠보타 미츠루   | 15.5%  |
| 제2화                                                       | 7월 20일        | 불량한 친구는 배제!? 구해라! 도작의 대난투                | 츠치다 히데오 | 쿠보타 미츠루   | 13.1%  |
| 제3화                                                       | 7월 27일        | 습격당한 아이들!! 젊은이를 변화시키는 어른의 정의         | 츠치다 히데오 | 요시노 히로시   | 10.6%  |
| 제4화                                                       | 8월 3일         | 아이의 본심을 꿰뚫어 보고 있다? 흘러내린 최후의 눈물      | 아이우치 미오 | 쿠보타 미츠루   | 10.5%  |
| 제5화                                                       | 8월 10일        | 이지메가 있던 사이토의 아들…어머니의 결단                 | 츠치다 히데오 | 이와모토 히토시 | 11.0%  |
| 제6화                                                       | 8월 17일        | 이지메 완결편. 아들의 눈물. 사이토VS타마이                | 츠치다 히데오 | 이와모토 히토시 | 9.7%   |
| 제7화                                                       | 8월 31일        | 풋내기 엄마의 한탄. 계속 감춰진 최후의 SOS                | 츠치다 히데오 | 쿠보타 미츠루   | 12.2%  |
| 제8화                                                       | 9월 7일         | 사이토를 습격하는 검은 소문!? 이 동네 가장 나쁜 것의 정체 | 츠치다 히데오 | 요시노 히로시   | 14.5%  |
| 제9화                                                       | 9월 14일        | 결착 타마이! 일어서다 사이토! 동네가 하나가 되는 날       | 츠치다 히데오 | 이와모토 히토시 | 13.1%  |
| 최종화                                                      | 9월 21일        | 사이토 씨 최후의 적은 아이들! 정의의 충돌                 | 츠치다 히데오 | 쿠보타 미츠루   | 12.9%  |
| 평균 시청률 12.4% (시청률은 칸토 지구·비디오 리서치사 조사) |                 |                                                           |               |                 |        |

- 첫회는 15분 확대 (21:00 ~ 22:09).
- 2013년 8월 24일은 《24시간 TV 〈사랑은 지구를 구한다〉》의 방송 때문에 휴지.